# Francesco Imparato
Francesco Imparato (Nápoles, c. 1520 - 1570), pintor italiano del Renacimiento, activo durante el período manierista en la región de Nápoles.

## Biografía
Se formó en el taller de Giovanni Filippo Criscuolo, donde trabó amistad con su compañero Francesco Santafede, padre del más famoso Fabrizio. Esta relación duraría toda la vida de ambos artistas. Posteriormente Imparato buscaría nuevos maestros, sobre todo Andrea Sabbatini (Andrea da Salerno), que fuera alumno a su vez de Rafael.
Francesco fue un pintor de prestigio en el Reino de Nápoles, donde realizó gran cantidad de obras de carácter religioso para diversas instituciones de la ciudad. Alumno suyo fue el célebre Giovanni Battista Caracciolo, aunque su estilo no parece haber dejado huella en el pupilo. Aprendiz suyo fue también su hijo, Girolamo Imparato.

## Obras destacadas
- Martirio de San Andrés (Santa Maria la Nuova, Nápoles)
- Muerte de San Pedro Mártir (San Pietro Martire, Nápoles)